# 長崎会所調役
長崎会所調役（ながさきかいしょしらべやく）は、長崎会所を統括する最高責任者。
この役職は明和元年（1764年）に、長崎奉行の石谷備後守清昌によって設置され、長崎町年寄の後藤惣左衛門貞栄を町年寄上席とした上で会所調役に任命した。石谷は、同年2月に田沼意次に知らせ、4月に田沼の了承を得た上で、5月に老中への願書が提出されて、正式に発足することとなった。後藤惣左衛門はこの時に一代限りだが帯刀も許可された。
この願書には、長崎の地役人は、幕府や国益のことを考えず長崎の利益ばかりを考えて行動しているが、後藤惣左衛門は銀輸出を禁止し、反対に唐から銀を輸入し、オランダ人に輸出していた小判を銅に代替させるなど、国益を考えて金銀の海外流出を抑えるようにしてきた。また、寺社方や掛米方なども担当し、その役目を果たしてきたので、彼に相応の役名と帯刀許可を与え、町年寄の上座として諸事に責任を持たせれば、国の利益にもなると書かれている。
会所調役は町年寄より上席であり、その職務は長崎会所や唐・オランダ貿易の監視・取り締まりを行い、問題がある場合は奉行所へ知らせ、諸事は年番の町年寄と協議するが、地下の役人から公事訴訟を取り次ぐことはできないとしている。これまでは町年寄が年番で長崎会所を支配していたのを、町年寄の1人を専任の最高責任者とすることで長崎の貿易や諸事を監視・指導するよう改めることが役職設置の目的であった。
この役職には、市中の取締りや役人の任免権は無く、独断で諸事を決定する権利は無いが、公的に発布される書状には年番の町年寄だけでなく会所調役の署名も必要とされた。長崎会所調役は、町年寄の上に立って長崎の貿易をも含めた諸事一般を統括する地下役人側の最高責任者となり、長崎奉行は会所調役を通して役人達への様々な通達が伝えられるような体制が作られた。
この役は、後藤惣左衛門が安永9年（1780年）に死去してから空席となっていたが、天明5年（1785年）に町年寄の薬師寺藤左衛門種栄と久松善兵衛忠祗が任命され、以後町年寄2人がこの役に任じられることとなった。なお、会所調役の創設を天明5年とする文献もあるが、後藤の死後に一時期空席になっていたためで、創設年は明和元年である。